# سنج (ساوجبلاغ)
سنج روستایی است در استان البرز ایران. مردمش فارسی‌زبان هستند و به زبان پهلوی اشکانی گویش کرجی صحبت می‌کنند.
روستای سنج در دهستان برغان بخش چندار شهرستان ساوجبلاغ در غرب استان تهران و در کوه‌های البرز و در میان کرج و هشتگرد واقع شده است.

## جمعیت
روستای سنج ۱۶۲ نفر (۵۰ خانوار) جمعیت دارد که از آن ۱۲ نفر بی‌سوادند.

## گردشگری
این روستای زیبا دارای باغات میوه شامل گردو ، گیلاس ، آلبالو ، گوجه سبز یا همان ( گوجه برغانی) می‌باشد  ، همچنین دارای بافتی زیبا و نیمه جنگلی در حد فاصل حریم رودخانه می‌باشد .
ضمناً منطقه ای زیبا و بکر بنام توکوه در حدود ۱۵ کیلومتر بالاتر از روستا وجود دارد که مسیر آن از انتهای روستا و در حاشیه رودخانه به سمت شمال می‌باشد و محلی کاملاً ییلاقی می‌باشد و به‌خصوص در فصل بهار زیبایی‌های منحصر به فردی دارد.